# Велики лоршки анали
Велики лоршки анали, Велики анали Франачког краљевства или Анали манастира Лорш представљају скуп анала за историју Франачке.

## Анали
Манастир Лорш је био један од највећих манастира у Франачкој. Основао га је гроф Канкор 764. године. Велики лоршки анали представљају званичне анале Краљевства. Имају све одлике развијених, зрелих анала, а на првом месту зрелу хронологију. Анали који нису у целини настали у Лоршу, мада су се у њему сачували, почињу годином 741. Овај део писао је анонимни монах који је био релативно близак двору и вероватно био у пратњи Карла Великог. Богатством и квалитетом садржаја издваја се период од 795. године. Анализа језика и стила упућивала је научнике да је писац Ајнхард. Маницијус је доказао да је Ајнхард био аутор најбољег дела Анала. У аналима се под 822. годином налази и први податак у западноевропским изворима о Србима. 